# UNITER 1991-1992
Ediția I a Premiilor UNITER a avut loc în 1992 la Teatrul Național din București.

## Nominalizări și câștigători

### Cea mai bună piesă românească a anului 1991
- Angajare de clovn de Matei Vișniec – reprezentată la Teatrul Levant, regia Nicolae Scarlat[1]